# Xã Goshen, Quận Mahoning, Ohio
Xã Goshen (tiếng Anh: Goshen Township) là một xã thuộc quận Mahoning, tiểu bang Ohio, Hoa Kỳ. Năm 2010, dân số của xã này là 3.243 người.